# Selaginella chromatophylla
Selaginella chromatophylla là một loài dương xỉ trong họ Selaginellaceae. Loài này được Silveira mô tả khoa học đầu tiên năm 1898.
Danh pháp khoa học của loài này chưa được làm sáng tỏ. 